# Henry Greville, III conte di Warwick
Henry Greville, III conte di Warwick (29 marzo 1779 – Castello di Warwick, 10 agosto 1853), è stato un politico inglese.

## Biografia
Egli era il figlio di George Greville, II conte di Warwick, e di sua moglie, lady Henrietta Vernon. Studiò al Winchester College.

## Carriera
Entrò Parlamento come uno dei due rappresentanti per Warwick nel 1802, un posto che ha mantenuto fino a quando successe al padre nella contea nel 1816. Ha servito come un Lord-in-Waiting (1841-1846) nella seconda amministrazione Tory di Sir Robert Peel.
È stato anche giudice di Warwick tra il 1813 e il 1816, Lord luogotenente di Warwickshire tra il 1822 e il 1853 e un Lord of the Bedchamber tra il 1828 e il 1830. Nel 1827 è stato nominato Cavaliere del Cardo.

## Matrimonio
Sposò, il 21 ottobre 1816 a Londra, Lady Sarah Elizabeth Savile (4 febbraio 1786-30 gennaio 1851), figlia di  John Savile, II conte di Mexborough, e di sua moglie, Elizabeth Stephenson. Ebbero un figlio:
- George Guy Greville (28 marzo 1818-2 dicembre 1893)

## Morte
Morì il 10 agosto 1853, all'età di 74 anni, al Castello di Warwick, Warwickshire. Fu sepolto, il 20 agosto 1853, a Warwick, Warwickshire.

## Ascendenza
|                                      |              |                                   | Genitori                                        |  |  | Nonni |  |  | Bisnonni                            |  |  | Trisnonni             |  |
|                                      |              |                                   |                                                 |  |  |       |  |  | William Greville, VII barone Brooke |  |  | hon. Francis Greville |  |
|                                      |              |                                   |                                                 |  |  |       |  |  | William Greville, VII barone Brooke |  |  | hon. Francis Greville |  |
|                                      |              | lady Anne Wilmot                  |                                                 |  |  |       |  |  | William Greville, VII barone Brooke |  |  |                       |  |
| Francis Greville, I conte di Warwick |              |                                   |                                                 |  |  |       |  |  | William Greville, VII barone Brooke |  |  |                       |  |
|                                      |              | Mary Thynne                       | hon. Henry Thynne                               |  |  |       |  |  |                                     |  |  |                       |  |
|                                      |              | Mary Thynne                       | hon. Henry Thynne                               |  |  |       |  |  |                                     |  |  |                       |  |
|                                      |              | Mary Thynne                       | Grace Strode                                    |  |  |       |  |  |                                     |  |  |                       |  |
| George Greville, II conte di Warwick |              | Mary Thynne                       |                                                 |  |  |       |  |  |                                     |  |  |                       |  |
|                                      |              | lord Archibald Hamilton           | William Douglas, I conte di Selkirk             |  |  |       |  |  |                                     |  |  |                       |  |
|                                      |              | lord Archibald Hamilton           | William Douglas, I conte di Selkirk             |  |  |       |  |  |                                     |  |  |                       |  |
|                                      |              | lord Archibald Hamilton           | Anne Hamilton, III duchessa di Hamilton         |  |  |       |  |  |                                     |  |  |                       |  |
| lady Elizabeth Hamilton              |              | lord Archibald Hamilton           |                                                 |  |  |       |  |  |                                     |  |  |                       |  |
|                                      |              | lady Jane Hamilton                | James Hamilton, VI conte di Abercorn            |  |  |       |  |  |                                     |  |  |                       |  |
|                                      |              | lady Jane Hamilton                | James Hamilton, VI conte di Abercorn            |  |  |       |  |  |                                     |  |  |                       |  |
|                                      |              | lady Jane Hamilton                | Elizabeth Reading                               |  |  |       |  |  |                                     |  |  |                       |  |
| Henry Greville, III conte di Warwick |              | lady Jane Hamilton                |                                                 |  |  |       |  |  |                                     |  |  |                       |  |
|                                      | Henry Vernon | Henry Vernon                      |                                                 |  |  |       |  |  |                                     |  |  |                       |  |
|                                      | Henry Vernon | Henry Vernon                      |                                                 |  |  |       |  |  |                                     |  |  |                       |  |
|                                      | Henry Vernon | Margaret Ladkins                  |                                                 |  |  |       |  |  |                                     |  |  |                       |  |
| Richard Vernon                       | Henry Vernon |                                   |                                                 |  |  |       |  |  |                                     |  |  |                       |  |
|                                      |              | Penelope Phillips                 | Robert Phillips                                 |  |  |       |  |  |                                     |  |  |                       |  |
|                                      |              | Penelope Phillips                 | Robert Phillips                                 |  |  |       |  |  |                                     |  |  |                       |  |
|                                      |              | Penelope Phillips                 | …                                               |  |  |       |  |  |                                     |  |  |                       |  |
| Henrietta Vernon                     |              | Penelope Phillips                 |                                                 |  |  |       |  |  |                                     |  |  |                       |  |
|                                      |              | John Leveson-Gower, I conte Gower | John Leveson-Gower, I barone Gower              |  |  |       |  |  |                                     |  |  |                       |  |
|                                      |              | John Leveson-Gower, I conte Gower | John Leveson-Gower, I barone Gower              |  |  |       |  |  |                                     |  |  |                       |  |
|                                      |              | John Leveson-Gower, I conte Gower | lady Catherine Manners                          |  |  |       |  |  |                                     |  |  |                       |  |
| lady Evelyn Leveson-Gower            |              | John Leveson-Gower, I conte Gower |                                                 |  |  |       |  |  |                                     |  |  |                       |  |
|                                      |              | lady Evelyn Pierrepont            | Evelyn Pierrepont, I duca di Kingston-upon-Hull |  |  |       |  |  |                                     |  |  |                       |  |
|                                      |              | lady Evelyn Pierrepont            | Evelyn Pierrepont, I duca di Kingston-upon-Hull |  |  |       |  |  |                                     |  |  |                       |  |
|                                      |              | lady Evelyn Pierrepont            | lady Mary Feilding                              |  |  |       |  |  |                                     |  |  |                       |  |
|                                      |              | lady Evelyn Pierrepont            |                                                 |  |  |       |  |  |                                     |  |  |                       |  |

## Onorificenze
| Controllo di autorità | VIAF (EN) 17002811 · ISNI (EN) 0000 0000 4827 3041 · ULAN (EN) 500437088 · LCCN (EN) no2007062527 |